# 地方六団体

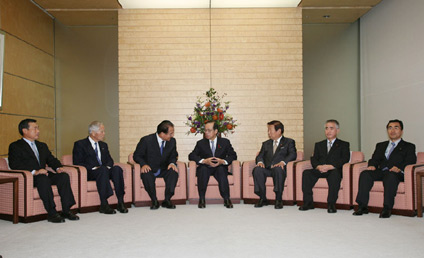
地方六団体の代表と内閣総理大臣との会談（2007年10月4日、総理大臣官邸にて）

地方六団体（ちほうろくだんたい）とは、地方公共団体の首長の連合組織である全国知事会・全国市長会・全国町村会の執行3団体と、地方議会の議長の連合組織である全国都道府県議会議長会・全国市議会議長会・全国町村議会議長会の議会3団体を合わせた6つの団体の総称。地方自治分野での業界団体・利益団体である。

## 法的な地位
法的には地方自治法第263条の3に、これら首長や議長が全国的な連合組織を作った場合、内閣総理大臣に届け出を行うことや、地方自治に関する事項について総務大臣を通じて内閣に申し出を行ったり、国会に意見書を提出したりすることができると定められている。

## 活動
1963年からは六団体の連合組織として地方政治確立対策協議会を設置している。
2003年から政府が進めた三位一体の改革にあたっては、地方自治法の申し出や意見書の規定を活用して、地方自治の立場から団結して積極的に改革案を提出するなど独自の姿勢を打ち出した。政策形成に影響力を拡大してきたが、最近は財政力の違いなどから意見の相違が表面化している。
三位一体改革の際には、地方六団体の代表と、政府側の代表（内閣官房長官、財務大臣、総務大臣、経済財政政策担当大臣）が国庫補助負担金改革のあり方をめぐって話し合いを行う「国と地方の協議の場」が、延べ14回開催された。これは、地方六団体の代表と政府側の代表が協議を行い、政策形成を行うテストケースとなったが、形式的な議論にとどまり、かならずしも実質的な協議ではなかった。
この反省から、地方六団体は、「国と地方の協議の場」を法制化する「地方行財政会議」の設置を、再三政府に求めているが、いまだ実現はしていない。